# Анонимные игроки
Анонимные Игроки или GA (англ. Gamblers Anonymous) — содружество, объединяющее людей, которые делятся друг с другом своим опытом, силами и надеждами, чтобы решить свою общую проблему и помочь другим избавиться от лудомании.
Единственное условие для членства в АИ — желание бросить играть в азартные игры. Члены АИ не платят ни вступительных, ни членских взносов. Они сами себя содержат на свои добровольные пожертвования.

## Механизм работы групп
Главной целью проведения собраний АИ является отказ от участия в азартных играх, а также помощь другим в решении этой проблемы. Регулярное посещение собраний, по мнению организации, помогает оставаться вне игры, даже тем участникам групп, которые ленятся работать по программе 12 шагов. Общаясь на собраниях, участники делятся своим опытом, силой, рассказывают о том, кем были, что с ними произошло и как им живётся в настоящее время.
В работе групп используется программа «12 шагов» адаптированная под игроков.

## Финансирование
Финансирование групп основано на добровольных пожертвованиях от участников для оплаты помещения, приобретения необходимой литературы, а также для покупки чая, кофе, десерта и иных необходимых расходов. Такая децентрализованная схема придаёт группам большую автономность и независимость и способствует устойчивости механизма групп в масштабах страны.
В АИ существует седьмой шаг е единству, в которой рекомендуется отказываться от посторонней помощи и существовать на добровольные пожертвования её членов. Размер пожертвования член группы определяет для себя сам и оно не обязательно.

## История создания
Сообщество Анонимных Игроков возникло из случайной встречи двух мужчин в январе 1957 года. У этих людей была трудная жизнь, полная горя и страданий, вызванных их одержимостью азартными играми. Они регулярно начали встречаться друг с другом, месяц шел за месяцем, но их уже не тянуло к азартным играм.
Эти люди пришли к заключению, что для того, что бы не сорваться, им необходимо осуществить изменить в себе некоторые черты характера. Для этого они воспользовались определенными духовными принципами, которые применяли тысячи людей, выздоравливающих от своих разрушительных зависимостей. Помимо этого, что бы поддерживать свое воздержание, они почувствовали, что для них стало жизненно важно нести весть надежды другим азартным игрокам.
Это их желание благодаря усилиям одного популярного журналиста и телекомментатора стало известно общественности, в результате чего, в пятницу, 13 сентября 1957 года в Лос-Анжелесе (штат Калифорния) состоялось первое собрание группы Анонимных Игроков. С этого времени общество постоянно увеличивается, а его группы распространились по всему миру.
К 2005 году более 1000 групп АИ функционирует в США, а также в других странах мира .

## Последователи
Параллельно группам АИ часто создаются группы для родственников или близких людей, на чью жизнь заболевание игрока оказывает негативное влияние — группы И-Анон. Родственники и друзья игроков нуждаются в помощи, так как испытывают стресс, чрезмерную ответственность, дискомфорт или стыд, а также нарушается их привычный график жизни, когда близкий человек впадает в очередной период игрового срыва. Посещение групп И-Анон помогает родственникам поделиться опытом, научиться ограничивать свою ответственность, рассеять ощущение изолированности от «нормального мира», получить моральную поддержку. Кроме того, обучение на группах может ослабить эффект удержания зависимого, при котором даже на этапе выздоровления и полного воздержания родственники не доверяют ему, с подозрением относятся к его отсутствию дома, смене настроения и внешнего вида.

## 12 шагов АИ
12 шагов АИ — программа духовного переориентирования для зависимых от азартных игр. Целью является признание своей зависимости, апеллирование к «высшей силе» для излечения, возмещение ущерба, нанесённого другим в результате зависимости и донесение целительного знания до других зависимых. В значительной степени полагается на принятие «высшей силы» или Бога, который может пониматься по-разному, но является обязательной действующей силой в выздоровлении.
Используется в работе групп АИ. Как правило, для эффективной проработки этапов программы необходимо наличие опытного участника (спонсора, наставника), способного разъяснить принципы каждого шага.
По данным исследований проводившихся в США менее 8 % людей в программе АИ воздерживаются от азартных игр более года.

12 шагов Анонимных Игроков:
1. Мы признали свое бессилие перед азартными играми, признали, что наша жизнь стала неуправляемой.
2. Пришли к убеждению, что только Сила, более могущественная, чем наша собственная, может вернуть нам здравомыслие и нормальную жизнь.
3. Приняли решение препоручить нашу волю и нашу жизнь заботе этой Силы, как мы ее понимали.
4. Провели тщательную и бесстрашную моральную и финансовую инвентаризацию своей жизни.
5. Признали перед собой и каким-либо другим человеком истинную природу наших заблуждений.
6. Полностью подготовили себя к избавлению от этих дефектов характера.
7. Смиренно просили Бога (как мы Его понимали) исправить наши изъяны.
8. Составили список всех тех людей, которым мы причинили вред и преисполнились готовностью загладить свою вину перед ними.
9. Лично возмещали причиненный этим людям ущерб где только возможно, кроме тех случаев, когда это могло повредить им или кому-либо другому.
10. Продолжали самоанализ и, когда допускали ошибки, сразу признавали это.
11. Стремились путем молитвы и размышления улучшить наш осознанный контакт с Богом, как мы понимали Его, молясь лишь о знании Его воли, которую нам надлежит исполнить, и о даровании силы для этого.
12. Старательно применяя эти принципы во всех наших делах, мы стремимся нести это наше послание другим компульсивным игрокам.

## 12 шагов к единству АИ
В сообществе существуют 12 шагов к единству— это некие принципы, которые положены в основу функционирования группы, поддержания её развития и доброжелательного общения её членов. 12 шагов к единству— это не законы и правила, а лишь пожелания, которые составлены на основе предыдущего опыта анонимных алкоголиков.
12 шагов к единствуАнонимных Игроков:
1. Наше общее благополучие должно стоять на первом месте; личное выздоровление зависит от единства группы.
2. Наши лидеры — лишь доверенные исполнители; они не правят группой.
3. Единственное условие для того, чтобы стать членом сообщества Анонимных Игроков — это желание прекратить играть в азартные игры.
4. Каждая группа должна быть вполне самостоятельной, за исключением дел, затрагивающих другие группы или АИ в целом.
5. У сообщества Анонимных Игроков лишь одна главная цель — донести наши идеи до тех компульсивных игроков, которые все еще страдают.
6. Анонимным Игрокам никогда не следует поддерживать, финансировать или предоставлять имя сообщества АИ для использования какой-либо родственной организации или посторонней компании, чтобы проблемы, связанные с деньгами, собственностью и престижем, не отвлекали нас от нашей главной цели.
7. Каждой группе Анонимных Игроков следует полностью опираться на собственные силы, отказываясь от помощи извне.
8. Сообщество Анонимных Игроков должно всегда оставаться непрофессиональным объединением, однако наши службы могут нанимать работников, обладающих определенной квалификацией.
9. Сообществу АИ никогда не следует обзаводиться жесткой системой управления; однако мы можем создавать службы или комитеты, непосредственно подчиненные тем, кого они обслуживают.
10. Сообщество Анонимных Игроков не придерживается какого-либо мнения по вопросам, не относящимся к его деятельности; поэтому имя АИ не следует вовлекать в какие-либо общественные дискуссии.
11. Наша политика во взаимоотношениях с общественностью основывается на привлекательности наших идей, а не на пропаганде; мы должны всегда сохранять анонимность во всех наших контактах с прессой, радио, кино, телевидением и в интернете.
12. Анонимность — духовная основа программы Анонимных Игроков, постоянно напоминающая нам о том, что главным являются принципы, а не личности.

## 20 вопросов
На первом собрании новичку предлагается ответить на 20 вопросов однозначными ответами для определения зависимости от азартных игр:
1. Приходилось ли Вам тратить на игру рабочее или учебное время?
2. Была ли игра когда-нибудь причиной неурядиц в Вашем доме?
3. Повлияла ли игра на Вашу репутацию?
4. Случалось ли Вам чувствовать раскаяние после игры?
5. Приходилось ли Вам играть, чтобы добыть деньги для погашения долга или для решения других финансовых проблем?
6. Стала ли игра причиной уменьшения Ваших амбиций и деловых качеств?
7. Проиграв, чувствуете ли Вы потребность вернуться как можно скорее и отыграться?
8. Выиграв, ощущаете ли Вы сильное желание вернуться и выиграть еще больше?
9. Играете ли Вы зачастую до последней копейки?
10. Случалось ли Вам одалживать деньги на игру?
11. Случалось ли Вам продавать что-либо, чтобы финансировать игру?
12. Бывало ли так, что Вам было жаль потратить «игровые» деньги на обычные расходы?
13. Бывало ли, что из-за игры Вы переставали заботиться о благополучии своем и своей семьи?
14. Приходилось ли Вам играть в азартные игры дольше, чем вы планировали?
15. Играли Вы когда-нибудь, чтобы отвлечься от беспокойства и неприятностей?
16. Приходилось ли Вам планировать или совершать какое-либо противоправное действие ради финансирования игры?
17. Нарушала ли игра Ваш сон?
18. Случалось ли так, что ссоры, разочарования или огорчения вызывали у Вас тягу к игре?
19. Приходило ли к Вам желание отпраздновать какое-либо счастливое событие несколькими часами игры?
20. Думали ли Вы когда-нибудь о самоубийстве в связи с азартной игрой?
Большинство компульсивных игроков ответят «да», по крайней мере, на семь из этих вопросов.

## В России
В России первые группы появились в начале 2000-х годов. В настоящее время группы собираются в Москве, Санкт-Петербурге, Самаре, Саратове, Ростове-на-Дону, Екатеринбурге, Кемерово, Тюмени, Таганроге, Краснодаре, Казани, Владивостоке, Воронеже, Чебоксарах, Набережных Челнах, Уфе, Челябинске, Тамбове, Петропавловске-Камчатском, Ульяновске.